# THE IDOLM@STER MILLION THE@TER GENERATION
『THE IDOLM@STER MILLION THE@TER GENERATION』（アイドルマスター ミリオンシアタージェネレーション）は、2017年7月26日よりランティスからリリースされているCDシリーズ。

## 概要
『アイドルマスター ミリオンライブ! シアターデイズ』用に作成された楽曲を収録したCDシングルシリーズ。全18枚。
同じく『シアターデイズ』と連動したCDシリーズである『THE IDOLM@STER MILLION LIVE! M@STER SPARKLE』がソロ曲を主に収録しているのに対し、こちらはユニット曲を主に収録している。
2020年8月からは新形式のゲームイベント『プラチナスターチューン』でもカップリング曲と共に実装されるようになった。
初収録の曲は太字で表記する。「ソロ担当」は『LIVE THE@TER SOLO COLLECTION』シリーズでのソロリミックス担当アイドル。

## 01 Brand New Theater!
2017年7月26日発売。『シアターデイズ』テーマ曲「Brand New Theater!」と、追加アイドル2名（白石紬、桜守歌織）を加えた「Dreaming!」の新バージョン、及び『ミリオンライブ!』4周年記念PV挿入歌「インヴィンシブル・ジャスティス」を収録したシングルCD。
「Brand New Theater!」の音源は田中琴葉を除く51人でのもの。琴葉を含む52人バージョンの音源は、『M@STER SPARKLE 08』に収録された。
初回限定特典として765ミリオン合同ライブ『THE IDOLM@STER 765 MILLIONSTARS HOTCHPOTCH FESTIV@L!!』の先行抽選予約申込券が封入される。
チャート成績
7月25日付のオリコンデイリーランキングでは4位にランクイン。翌日の7月26日付では1.5万枚を売り上げ2位に浮上した。その後、5日連続で2位を明け渡すことなく、8月7日付のオリコン週間ランキングでは7.1万枚を売上げ3位にランクイン。これまで最高記録だった「Dreaming!」の累計6.7万枚を抜き、初動だけで『ミリオンライブ!』の作品として最も売上の高い作品となった。また、アイドルマスターシリーズ全体としても、シンデレラガールズの「ハイファイ☆デイズ」に次ぐ2番目の初動記録となっている。また、アニメ週間チャートにおいては「THE IDOLM@STER THE@TER ACTIVITIES 01」以来3作ぶりの1位を獲得した。
発売4週目となる8月28日付には累計9万枚に到達し、累計においても「ハイファイ☆デイズ」に次ぐアイドルマスターシリーズ2番目の売り上げとなった。
2017年7月ゴールドディスクの認定を受けた。
収録曲
1. Brand New Theater!
歌：765 MILLION ALLSTARS
作詞：モモキエイジ、作曲：BNSI（佐藤貴文）、編曲：EFFY
2. Dreaming!
歌：765 MILLION ALLSTARS
作詞：真崎エリカ、作曲：BNSI（佐藤貴文）、編曲：Arte Refact
3. インヴィンシブル・ジャスティス
歌：マイティーセーラーズ
作詞：松井洋平、作曲・編曲：中山真斗

## 02 フェアリースターズ
2017年11月22日発売。ゲーム内でのフェアリー属性で結成されたユニット「フェアリースターズ」によるシングル。フェアリースターズのうち5名で歌う表題曲「FairyTaleじゃいられない」と、フェアリースターズ17名による「Brand New Theater!」を収録。
収録曲
1. FairyTaleじゃいられない
歌：フェアリースターズ
作詞：結城アイラ、作曲・編曲：堀江晶太
ソロ担当：白石紬（LTSC06.Fa）、所恵美（LTSC08.Fa）、北沢志保（LTSC09.Fa）、ジュリア（LTSC12.Fa）
2. Brand New Theater!
歌：フェアリースターズ
3. ドラマパート「Fairy Stars! -Other Side-」
出演：水瀬伊織（釘宮理恵）、四条貴音（原由実）、百瀬莉緒（山口立花子）、永吉昴（斉藤佑圭）、真壁瑞希（阿部里果）

## 03 エンジェルスターズ
2017年12月27日発売。ゲーム内でのエンジェル属性で結成されたユニット「エンジェルスターズ」によるシングル。エンジェルスターズのうち5名で歌う表題曲「Angelic Parade♪」と、エンジェルスターズ18名による「Brand New Theater!」を収録。
収録曲
1. Angelic Parade♪
歌：エンジェルスターズ
作詞：こだまさおり、作曲・編曲：rionos
ソロ担当：桜守歌織（LTSC06.An）
2. Brand New Theater!
歌：エンジェルスターズ
ソロ担当：望月杏奈（LTSC06.An）
3. ドラマパート「Angel Stars! -Other Side-」
出演：野々原茜（小笠原早紀）、馬場このみ（高橋未奈美）、篠宮可憐（近藤唯）、島原エレナ（角元明日香）、星井美希（長谷川明子）、三浦あずさ（たかはし智秋）

## 04 プリンセススターズ
2018年1月31日発売。ゲーム内でのプリンセス属性で結成されたユニット「プリンセススターズ」によるシングル。プリンセススターズのうち5名で歌う表題曲「Princess Be Ambitious!!」と、プリンセススターズ16名（田中琴葉を除くメンバー）による「Brand New Theater!」を収録。
初回限定特典として『THE IDOLM@STER MILLION LIVE! 5thLIVE BRAND NEW PERFORM@NCE!!! 』の先行抽選予約申込券が封入される。
収録曲
1. Princess Be Ambitious!!
歌：プリンセススターズ
作詞：藤本記子（Nostargic Orchestra）、作曲：新田目翔、編曲：福富雅之（Nostargic Orchestra）
ソロ担当：春日未来（LTSC06.Pr）、徳川まつり（LTSC11.Pr）
2. Brand New Theater!
歌：プリンセススターズ
ソロ担当：矢吹可奈（LTSC07.Pr）
3. ドラマパート「Princess Stars! -Other Side-」
出演：天海春香（中村繪里子）、萩原雪歩（浅倉杏美）、我那覇響（沼倉愛美）、高山紗代子（駒形友梨）、中谷育（原嶋あかり）

## 05 夜想令嬢 -GRAC&E NOCTURNE-
2018年2月28日発売。ゲーム内で結成されたユニット「夜想令嬢 -GRAC&E NOCTURNE-」（グレースノクターン）によるシングル。
初回限定特典として『THE IDOLM@STER MILLION LIVE! 5thLIVE BRAND NEW PERFORM@NCE!!! 』の先行抽選予約申込券が封入される。
収録曲
歌：夜想令嬢 -GRAC&E NOCTURNE-
1. ドラマ『昏き星、遠い月』 / 『Prelude』
出演：クリスティーナ［天空橋朋花（小岩井ことり）］、エドガー［所恵美（藤井ゆきよ）］、アレクサンドラ［二階堂千鶴（野村香菜子）］、エレオノーラ［百瀬莉緒（山口立花子）］、ノエル［水瀬伊織（釘宮理恵）］、ルカ［永吉昴（斉藤佑圭）］、男（白石兼斗、若林祐、蒔村拓哉）
2. 昏き星、遠い月
作詞：BNSI（青木朋子）・松井洋平、作曲・編曲：伊藤賢
3. ドラマ『昏き星、遠い月』 / 『再開、強襲』
4. ドラマ『昏き星、遠い月』 / 『大切なもの』
5. ドラマ『昏き星、遠い月』 / 『誇り』
6. ドラマ『昏き星、遠い月』 / 『ひかりさす』
7. Everlasting
作詞：BNSI（青木朋子）・久澄春人、作曲：shilo、編曲：佐野宏晃
8. ドラマ『昏き星、遠い月』 / 『Overture』

## 06 Cleasky
2018年3月28日発売。ゲーム内で結成されたユニット「Cleasky」（クリアスカイ）によるシングル。
初回限定特典として『THE IDOLM@STER MILLION LIVE! 5thLIVE BRAND NEW PERFORM@NCE!!! 』の先行抽選予約申込券が封入される。
収録曲
歌：Cleasky
全作詞：KOH
1. ドラマ『虹色letters』 / 『クランクイン！〜撮影前のひととき〜』
出演：島原エレナ（角元明日香）、宮尾美也（桐谷蝶々）、菊地真（平田宏美）、徳川まつり（諏訪彩花）、野々原茜（小笠原早紀）、クラスメイト（荻野葉月）
2. 虹色letters
作曲・編曲：高田暁
ソロ担当：宮尾美也（LTSC06.An）、島原エレナ（LTSC07.An）
3. ドラマ『虹色letters』 / 『転校生』
4. ドラマ『虹色letters』 / 『空とレンズ』
5. ドラマ『虹色letters』 / 『焼きかけフィルム』
6. 想い出はクリアスカイ
作曲・編曲：本多友紀（Arte Refact）
ソロ担当：宮尾美也（LTSC07.An）、島原エレナ（LTSC08.An）
7. ドラマ『虹色letters』 / 『クランクアップ！〜撮影後のひととき〜』

## 07 トゥインクルリズム
2018年4月25日発売。ゲーム内で結成されたユニット「トゥインクルリズム」によるシングル。
収録曲
歌：トゥインクルリズム
全作詞：松井洋平
1. ドラマ『魔法少女トゥインクルリズム』 / 『アバン』
出演：トゥインクルプリンセス / 育［中谷育（原嶋あかり）］、トゥインクルリリー / 百合子［七尾百合子（伊藤美来）］、トゥインクルアリサ / 亜利沙［松田亜利沙（村川梨衣）］、ぴーちゃん［天海春香（中村繪里子）］、ギョーカイジン・ゴリン / ひなた［木下ひなた（田村奈央）］、ギョーカイジン首領ワイハー（中村繪里子）、ギョーカイジン幹部ザギン［三浦あずさ（たかはし智秋）］、トゥインクルパクト（中村繪里子）、グーフー団（蒔村拓哉、植木慎英、馬場惇平）
2. ZETTAI × BREAK!! トゥインクルリズム
作曲・編曲：KOHTA YAMAMOTO
ソロ担当：七尾百合子（LTSC06.Pr）、松田亜利沙（LTSC08.Pr）、中谷育（LTSC09.Pr）
3. ドラマ『魔法少女トゥインクルリズム』 / 『第14話！ザギン襲来！ わたしたちのあらたな力！ [Aパート]』
4. ドラマ『魔法少女トゥインクルリズム』 / 『コマーシャル』
5. ドラマ『魔法少女トゥインクルリズム』 / 『第14話！ザギン襲来！ わたしたちのあらたな力！ [Bパート]』
6. Tomorrow Program
作曲・編曲：光増ハジメ
ソロ担当：七尾百合子（LTSC07.Pr）、中谷育（LTSC08.Pr）
7. ドラマ『魔法少女トゥインクルリズム』 / 『次回予告』

## 08 EScape
2018年5月30日発売。ゲーム内で結成されたユニット「EScape」（エスケープ）によるシングル。
収録曲
歌：EScape
全作詞：モリタコータ
1. ドラマ『Melty Fantasia』 / 『Code:1』
出演：識別番号44 / ミズキ［真壁瑞希（阿部里果）］、識別番号51 / ツムギ［白石紬（南早紀）］、識別番号33 / シホ［北沢志保（雨宮天）］、キサラギチハヤ［如月千早（今井麻美）］、識別番号22 / セリカ型［箱崎星梨花（麻倉もも）］、RITSUKO-9［秋月律子（若林直美）］
2. ドラマ『Melty Fantasia』 / 『Code:2』
3. ドラマ『Melty Fantasia』 / 『Code:3』
4. Melty Fantasia
作曲・編曲：小高光太郎
ソロ担当：北沢志保（LTSC07.Fa）、真壁瑞希（LTSC08.Fa）
5. ドラマ『Melty Fantasia』 / 『Code:4』
6. I.D 〜EScape from Utopia〜
作曲・編曲：中土智博
ソロ担当：白石紬（LTSC07.Fa）、北沢志保（LTSC08.Fa）、真壁瑞希（LTSC09.Fa）

## 09 4 Luxury
2018年6月27日発売。ゲーム内で結成されたユニット「4 Luxury」（フォーラグジュアリー）によるシングル。
収録曲
歌：4 Luxury
全作詞：唐沢美帆
1. ドラマ『セレブレーション！』 / 『プロローグ』
出演：佳織［桜守歌織（香里有佐）］、好美［馬場このみ（高橋未奈美）］、楓果［豊川風花（末柄里恵）］、玲香［北上麗花（平山笑美）］、莉央［百瀬莉緒（山口立花子）］、ソーイチロー / サービス係［舞浜歩（戸田めぐみ）］、北王路さん / 先輩看護師［ジュリア（愛美）］
2. 花ざかりWeekend✿
作曲・編曲：新田目翔
ソロ担当：馬場このみ（LTSC06.An）、豊川風花（LTSC07.An）、北上麗花（LTSC08.An）
2022年にしぐれういがカバー、アルバム「まだ雨はやまない」に収録
3. ドラマ『セレブレーション！』 / 『前編』
4. ドラマ『セレブレーション！』 / 『後編』
5. RED ZONE
作曲・編曲：太田貴之
ソロ担当：桜守歌織（LTSC07.An）、豊川風花（LTSC12.An）
6. ドラマ『セレブレーション！』 / 『エピローグ』

## 10 閃光☆HANABI団
2018年7月25日発売。ゲーム内で結成されたユニット「閃光☆HANABI団」（せんこうハナビだん）によるシングル。
収録曲
歌：閃光☆HANABI団
1. ドラマ『咲くは浮世の君花火』 / 『オープニング』
出演：紗代子［高山紗代子（駒形友梨）］、奈緒［横山奈緒（渡部優衣）］、海美［高坂海美（上田麗奈）］、美奈子［佐竹美奈子（大関英里）］、のり子［福田のり子（浜崎奈々）］
2. 咲くは浮世の君花火
作詞：真崎エリカ、作曲：山本陽介、編曲：EFFY
ソロ担当：高山紗代子（LTSC07.Pr）、福田のり子（LTSC08.Pr）、横山奈緒（LTSC11.Pr）、高坂海美（LTSC12.Pr）
3. ドラマ『咲くは浮世の君花火』 / 『前半の部』
4. ドラマ『咲くは浮世の君花火』 / 『後半の部』
5. BORN ON DREAM! 〜HANABI☆NIGHT〜
作詞：松井洋平、作曲・編曲：Astro NoteS
ソロ担当：高坂海美（LTSC07.Pr）、高山紗代子（LTSC08.Pr）、横山奈緒（LTSC12.Pr）
6. ドラマ『咲くは浮世の君花火』 / 『エンディング』

## 11 UNION!!
2018年8月29日発売。『シアターデイズ』一周年記念楽曲である「UNION!!」と、52人バージョンの「Welcome!!」を収録。
Blu-ray特典には、2017年9月17日に行われたフリーライブイベント「MEG@TON VOICE」の昼の部ライブパートを全曲収録予定。
収録曲

CD
歌：765 MILLION ALLSTARS
1. UNION!!
作詞：藤本記子、作曲・編曲：堀江晶太
ソロ担当：松田亜利沙（LTSC07.Pr）
2. Welcome!!
作詞：佐々木恵梨、作曲・編曲：BNSI（佐藤貴文）
3. UNION!!（Off Vocal）
4. Welcome!!（Off Vocal）

Blu-ray
1. 「THE IDOLM@STER MILLION LIVE! EXTRA LIVE MEG@TON VOICE!」昼の部 ライブパート

1. OVERTURE
2. Brand New Theater!
歌：MILLIONSTARS
3. MC01
4. Precious Grain
歌：田所あずさ
5. ハッピー☆ラッキー☆ジェットマシーン
歌：渡部優衣
6. スマイルいちばん
歌：大関英里
7. 瑠璃色金魚と花菖蒲
歌：南早紀
8. ハミングバード
歌：香里有佐
9. MC02
10. インヴィンシブル・ジャスティス
歌：Machico、上田麗奈
11. ローリング△さんかく
歌：渡部恵子
12. 祈りの羽根
歌：末柄里恵
13. 未来系ドリーマー
歌：山崎はるか
14. MC03
15. Sentimental Venus
歌：山崎はるか、上田麗奈、大関英里、香里有佐、末柄里恵
16. Marionetteは眠らない
歌：田所あずさ、Machico、南早紀、渡部優衣、渡部恵子
17. MC04
18. Dreaming!
歌：MILLIONSTARS

## 12 D/Zeal
2018年12月26日発売。ゲーム内で結成されたユニット「D/Zeal」（ディズィール）によるシングル。
初回限定特典として『THE IDOLM@STER MILLION LIVE! 6thLIVE TOUR』の先行抽選予約申込券が封入される。
チャート成績
12月25日付のオリコンデイリーランキングでは約2.7万枚を売り上げ1位にランクイン。その後6日間一度も首位を明け渡すことなく、2019年1月7日付オリコン週間シングルランキングで5.8万枚を売り上げて1位にランクイン。キャラクター名義の声優作品が首位を獲得するのはシンデレラガールズの「エチュードは1曲だけ」以来1年7ヶ月ぶりであり、シンデレラガールズを除くアイドルマスターシリーズのシングル作品としては初の1位獲得となった。
ビルボードにおいてもTop Singles Sales・Hot Animationの二部門で1位を獲得した。
収録曲
歌：D/Zeal
全作詞：坂井季乃、全作曲・編曲：高橋諒（Void_Chords）
1. ドラマ『天国の鳥』 / 『Freezing』
出演：ジュリア（愛美）、最上静香（田所あずさ）、北上麗花（平山笑美）、伊吹翼（Machico）、店員 / 観客A（柴田芽衣）、観客B / 係員A（久遠エリサ）、司会 / 係員B（宮原颯希）、拡声器アナウンス / 警備員（白石兼斗）
2. ハーモニクス
ソロ担当：最上静香（LTSC07.Fa）、ジュリア（LTSC08.Fa）
3. ドラマ『天国の鳥』 / 『Encounter』
4. ドラマ『天国の鳥』 / 『Stranger』
5. ドラマ『天国の鳥』 / 『Reminiscence』
6. ドラマ『天国の鳥』 / 『Ignition』
7. 餞の鳥
ソロ担当：ジュリア（LTSC07.Fa）、最上静香（LTSC08.Fa）
8. ドラマ『天国の鳥』 / 『New Song』
9. ドラマ『天国の鳥』 / 『Interlude』

## 13 りるきゃん 〜3 little candy〜
2019年1月30日発売。ゲーム内で結成されたユニット「りるきゃん 〜3 little candy〜」（りるきゃん スリーリトルキャンディ）によるシングル。
収録曲
歌：りるきゃん 〜3 little candy〜
全作詞・作曲・編曲：HoneyWorks
1. ドラマ『ハルマチ女子』 / 『プロローグ』
出演：可憐［篠宮可憐（近藤唯）］、茜［野々原茜（小笠原早紀）］、翼［伊吹翼（Machico）］、昴［永吉昴（斉藤佑圭）］、千鶴［二階堂千鶴（野村香菜子）］、美希［星井美希（長谷川明子）］、怖い人（堀総士郎）、店員（佐野愛）
2. ハルマチ女子
ソロ担当：伊吹翼（LTSC07.An）、篠宮可憐（LTSC08.An）、野々原茜（LTSC12.An）
3. ドラマ『ハルマチ女子』 / 『前編』
4. 『りるきゃん』最新号 CM
5. ドラマ『ハルマチ女子』 / 『後編』
6. 彼氏になってよ。 
ソロ担当：篠宮可憐（LTSC07.An）、伊吹翼（LTSC08.An）
7. ドラマ『ハルマチ女子』 / 『エピローグ』

## 14 Charlotte・Charlotte
2019年2月27日発売。ゲーム内で結成されたユニット「Charlotte・Charlotte」（シャルロット・シャーロット）によるシングル。
収録曲
歌：Charlotte・Charlotte
1. ドラマ『鏡の中のシャーロット』 / 『オープニング』
シャルロット［徳川まつり（諏訪彩花）］、シャーロット［エミリー スチュアート（郁原ゆう）］、ウェンズディ［双海真美（下田麻美）］、フライディ［双海亜美（下田麻美）］、義母［四条貴音（原由実）］
2. だってあなたはプリンセス
作詞・作曲：新田目駿、編曲：KOH
ソロ担当：徳川まつり（LTSC09.Pr）、エミリー（LTSC12.Pr）
3. ドラマ『鏡の中のシャーロット』 / 『前編』
4. ドラマ『鏡の中のシャーロット』 / 『後編』
5. ミラージュ・ミラー
作詞：KOH・月丘りあ子、作曲・編曲：KOH
ソロ担当：エミリー（LTSC07.Pr）、徳川まつり（LTSC08.Pr）
6. ドラマ『鏡の中のシャーロット』 / 『エンディング』

## 15 Jelly PoP Beans
2019年3月27日発売。ゲーム内で結成されたユニット「Jelly PoP Beans」（ジェリー ポップ ビーンズ）によるシングル。
収録曲
歌：Jelly PoP Beans
1. 『プロローグ』
2. 月曜日のクリームソーダ
作詞：安藤紗々、作曲：原知也、編曲：ラムシーニ
ソロ担当：ロコ（LTSC07.Fa）、永吉昴（LTSC09.Fa）、周防桃子（LTSC12.Fa）
3. ドラマ『BPF～テアトル・ミリオンにて』
出演：ロコ［ロコ（中村温姫）］、アニー［舞浜歩（戸田めぐみ）］、スー［永吉昴（斉藤佑圭）］、ピーチ［周防桃子（渡部恵子）］、ヒビキ / レゾ［我那覇響（沼倉愛美）］
4. ドラマ『BPF～ミリオンダラー・シアターにて』
5. ドラマ『Between Past and Future.』
6. I did+I will
作詞：安藤紗々、作曲：gen・伊藤“三代”タカシ、編曲：gen
ソロ担当：舞浜歩（LTSC08.Fa）、永吉昴（LTSC11.Fa）
7. ドラマ『BPF～再びテアトル・ミリオンにて』

## 16 ピコピコプラネッツ
2019年4月24日発売。ゲーム内で結成されたユニット「ピコピコプラネッツ」によるシングル。
収録曲
歌：ピコピコプラネッツ
全作詞：松井洋平、全作曲・編曲：AstroNoteS
1. ドラマ『ピコピコプラネッツ』 / 『そうぐう！ちきゅうのおともだち！』
出演：ひなた［木下ひなた（田村奈央）］、星梨花［箱崎星梨花（麻倉もも）］、環［大神環（稲川英里）］、杏奈［望月杏奈（夏川椎菜）］、やよい［高槻やよい（仁後真耶子）］、雪歩［萩原雪歩（浅倉杏美）］、エレナ［島原エレナ（角元明日香）］
2. ピコピコIIKO! インベーダー
ソロ担当：望月杏奈（LTSC07.Fa）、大神環（LTSC08.An）、箱崎星梨花（LTSC09.An）、木下ひなた（LTSC11.An）
3. ドラマ『ピコピコプラネッツ』 / 『わくわく！みんなででかけよう！』
4. ドラマ『ピコピコプラネッツ』 / 『びっくり！どせいのわっかは○✕△□!?』
5. ドラマ『ピコピコプラネッツ』 / 『かいけつ！ひみつのエネルギー』
6. ドラマ『ピコピコプラネッツ』 / 『たいへん！ビッグバン』
7. Get lol! Get lol! SONG（ゲロゲロ ソング）
ソロ担当：木下ひなた（LTSC08.An）、望月杏奈（LTSC09.An）
8. ドラマ『ピコピコプラネッツ』 / 『ばいばい！また会う日まで』

## 17 STAR ELEMENTS
2019年5月29日発売。ゲーム内で結成されたユニット「STAR ELEMENTS」（スターエレメンツ）によるシングル。
収録曲
歌：STAR ELEMENTS
1. ドラマ『階のスターエレメンツ』プロローグ
出演：天羽光駆［春日未来（山崎はるか）］、神崎水桜［矢吹可奈（木戸衣吹）］、草薙星蘭［田中琴葉（種田梨沙）］、高林社長［高木順二朗（大塚芳忠）］、取り巻きA・インストラクター（織江珠生）、取り巻きB・審査員A（中井美琴）、審査委員長（藤井隼）、審査員B（多田啓太）
2. Episode. Tiara
作詞：真崎エリカ、作曲・編曲：EFFY
ソロ担当：春日未来（LTSC07.Pr）、田中琴葉（LTSC08.Pr）、矢吹可奈（LTSC09.Pr）
3. ドラマ『階のスターエレメンツ』前編
4. ドラマ『階のスターエレメンツ』後編
5. ドラマ『階のスターエレメンツ』エピローグ
6. ギブミーメタファー
作詞：真崎エリカ、作曲･編曲：田中俊亮
ソロ担当：春日未来（LTSC08.Pr）、田中琴葉（LTSC09.Pr）、矢吹可奈（LTSC11.Pr）
7. エンディング

## 18 765PRO ALLSTARS
2019年6月26日発売。765PRO ALLSTARSによるシングル。ALLSTARS名義のCDは2018年6月13日の「THE IDOLM@STER STELLA MASTER ENCORE shy→shining」以来1年ぶりで、「MILLION LIVE!」のCDシリーズから765PRO ALLSTARS名義の新曲がリリースされるのは今回が初。
収録曲
歌：765PRO ALLSTARS
1. ドラマ『オーディションにて』
出演：765PRO ALLSTARS、音無小鳥（滝田樹里）、高木順二朗（大塚芳忠）、新人アイドル（向井莉生）、ラーメン屋・スタッフC（植木慎英）、アイドルA（新津実稀奈）、アイドルB・スタッフB（弓野真紀）、スタッフA（近藤秀馬）
2. LEADER!!
作詞・作曲・編曲：星銀乃丈
3. ドラマ『秘密の計画！？』
4. ドラマ『それぞれの思い』
5. ドラマ『新しい場所』
6. ドラマ『私たちの未来へ』
7. Brand New Theater!（765PRO ALLSTARS ver.）